# Jason of Star Command
Jason of Star Command foi um série de televisão de ficção científica produzido pela Filmation. Estreou em 1978 nos EUA e teve duas temporadas com um total de 28 episódios.
Conta a história do aventureiro espacial Jason e seus colegas.
Foi um spin-off de outra série da Filmation, Space Academy.
Na primeira temporada os episódios tinham somente 15 minutos e passavam no bloco de animação Tarzan and the Super 7, a série tinha  um estilo similar aos antigos seriados cinematográficos, contando uma única história geral com dezesseis "capítulos" de aproximadamente quinze minutos, cada um terminando com um cliffhanger. A segunda temporada passou a ter episódios de 30 minutos e ser transmitida fora do bloco.

## Elenco
- Craig Littler - Jason
- Sid Haig - Dragos
- Charlie Dell - Professor E.J. Parsafoot
- Susan Pratt - Capitã Nicole Davidoff
- James Doohan - Comandante Canarvin
- John Russell - O Comandante
- Tamara Dobson - Samantha

## Episódios
nomes originais (em inglês)
Temporada 1
1. Attack of the Dragonship
2. Prisoner of Dragos
3. Escape from Dragos
4. A Cry for Help
5. Wiki to the Rescue
6. Planet of the Lost
7. Marooned in Time
8. Attack of the Dragons
9. Peepo's Last Chance
10. The Disappearing Man
11. The Haunted Planet
12. Escape from Kesh
13. Return of the Creature
14. Peepo on Trial
15. The Trojan Horse
16. The Victory of Star Command

Temporada 2
1. Mission to the Stars
2. Frozen in Space
3. Web of the Star Witch
4. Beyond the Stars!
5. Secret of the Ancients
6. The Power of the Star Disk
7. Through the Stargate
8. Face to Face
9. Phantom Force
10. Little Girl Lost
11. Mimi's Secret
12. Battle for Freedom